# 勅許会社
勅許会社（ちょっきょがいしゃ、英: Chartered company）は特許会社（とっきょがいしゃ）とも呼ばれ、主にイギリス・オランダなどの西欧諸国で国王・女王の勅許または国家行政の特別許可状をもらい設立された貿易を主とする会社である。特に植民地獲得への貿易、植民地の経済支配の目的で作られ、そうした経済活動はリスクが大きかったので、会社設立の見返りとして経済貿易に関する独占権を与えられたもの。イギリス東インド会社、オランダ東インド会社などがある。

## 歴史
1555年にイギリスで作られたモスクワ会社が、勅許会社としては初期の例である。大航海時代の貿易は各航海ごとに出資者を募り、航海後それを清算して解散していた。これを改めて、継続的な勅許会社が作られるようになり、それがその後株式会社に発展したといわれる。

## 勅許会社一覧

### ポルトガル
- ポルトガルの勅許会社（ポルトガル語版）
- 1443年 ギニア会社（英語版）
- 1500年 インドの家（英語版）
- 1628年 ポルトガル東インド会社（英語版）
- 1690年 カシェウ・アンド・カーボベルデ会社（英語版）
- 1755念  グラオ・パラ・アンド・マランハオ会社（英語版）
- 1759年 ジェネラル・デ・ペルナンブコ・アンド・パライバ会社（ポルトガル語版）
- 1888年 モザンビーク会社（英語版）
- 1891年 ニアサ会社（英語版）
- 1892年 ザンベジア会社（ポルトガル語版）

### イギリス
- 1555年 モスクワ会社
- 1600年 イギリス東インド会社
- 1606年 バージニア会社
- 1629年 マサチューセッツ湾会社
- 1629年 プロビデンス島会社（英語版）
- 1670年 ハドソン湾会社
- 1672年 王立アフリカ会社
- 1711年 南海会社
- 1792年 シエラレオネ会社（英語版）
- 1752年 アフリカ商人会社（英語版）
- 1824年 ヴァン・ディーメンズ・ランド会社（英語版）
- 1835年 南オーストラリア会社（英語版）
- 1837年 P&O
- 1839年 ニュージーランド会社（英語版）
- 1847年 東部諸島会社（英語版）
- 1881年 イギリス北ボルネオ会社
- 1886年 王立ニジェール会社（英語版）
- 1888年 帝国イギリス東アフリカ会社（英語版）
- 1889年 イギリス南アフリカ会社

### オランダ
- 1602年 オランダ東インド会社
- 1614年 ニューネーデルラント会社
- 1621年 オランダ西インド会社

### デンマーク
- 1616年 デンマーク東インド会社
- 1671年 デンマーク西インド会社
- 1774年 王立グリーンランド貿易会社

### スウェーデン
- 1638年 ニュースウェーデン会社
- 1649年 スウェーデン・アフリカ会社
- 1731年 スウェーデン東インド会社
- 1786年 スウェーデン西インド会社

### フランス
- 1664年 フランス東インド会社
- 1664年 フランス西インド会社
- 1670年 レバント会社（フランス語版）（Compagnie du Levant）
- 1673年 セネガル会社（フランス語版）（Compagnie du Sénégal）
- 1717年 ミシシッピ会社
- 1887年 フランス西アフリカ会社（フランス語版）

### ドイツ
- 1682年 ブランデンブルク・アフリカ会社（ドイツ語版）
- 1752年 エムデン会社（英語版）
- 1882年 ドイツ西アフリカ会社
- 1882年 ドイツニューギニア会社（英語版）
- 1884年 ドイツ東アフリカ会社
- 1891年 アストロラーベ会社（英語版）

### スペイン
- 1728年 カラカス・ギプスコア会社（英語版）
- 1755年 バルセロナ貿易会社（英語版）
- 1785年 王立フィリピン会社（英語版）

### ロシア
- 1799年 露米会社